# Pseudodihammus albicans
Pseudodihammus albicans là một loài bọ cánh cứng trong họ Cerambycidae.